# Пјан дел Лупо (Сондрио)
Пјан дел Лупо је насеље у Италији у округу Сондрио, региону Ломбардија.
Према процени из 2011. у насељу је живело 2 становника. Насеље се налази на надморској висини од 1619 м.